# Tetracera macrophylla
Tetracera macrophylla är en tvåhjärtbladig växtart som beskrevs av Nathaniel Wallich, Joseph Dalton Hooker och Thoms. Tetracera macrophylla ingår i släktet Tetracera och familjen Dilleniaceae. Inga underarter finns listade i Catalogue of Life.